# Вукосава Опачић Лекић
Вукосава Опачић Лекић (Брезова Глава, код Карловца — Шабац, Србија, 2013) била је професор српског језика Гимназије у Шапцу и сакупљач народног културног блага Срба у Хрватској.

## Дела
- Сава Мркаљ - живот и дјело, Матица српска Нови Сад 1978. година.
- Сањао сам да ме мјесец умива - народне приповјетке Кордуна,  СКД „Просвјета“, Загреб 2002. година.